# Kanton Jussey
Jussey is een kanton van het Franse departement Haute-Saône. Het kanton maakt deel uit van de arrondissementen Vesoul en Lure.

## Gemeenten
Het kanton Jussey omvatte tot 2014 de volgende 22 gemeenten:
- Aisey-et-Richecourt
- Barges
- La Basse-Vaivre
- Betaucourt
- Blondefontaine
- Bourbévelle
- Bousseraucourt
- Cemboing
- Cendrecourt
- Corre
- Demangevelle
- Jonvelle
- Jussey (hoofdplaats)
- Magny-lès-Jussey
- Montcourt
- Ormoy
- Passavant-la-Rochère
- Raincourt
- Ranzevelle
- Tartécourt
- Villars-le-Pautel
- Vougécourt

Bij de herindeling van de kantons door het decreet van 17 februari 2014 met uitwerking op 22 maart 2015 werden daar volgende 43 gemeenten aan toegevoegd:
- Aboncourt-Gesincourt
- Alaincourt
- Ambiévillers
- Arbecey
- Augicourt
- Betoncourt-sur-Mance
- Bougey
- Bourguignon-lès-Morey
- Chargey-lès-Port
- Charmes-Saint-Valbert
- Chauvirey-le-Châtel
- Chauvirey-le-Vieil
- Cintrey
- Combeaufontaine
- Confracourt
- Cornot
- Fouchécourt
- Gevigney-et-Mercey
- Gourgeon
- Hurecourt
- Lambrey
- Lavigney
- Malvillers
- Melin
- Molay
- Montdoré
- Montigny-lès-Cherlieu
- La Neuvelle-lès-Scey
- Oigney
- Ouge
- Pont-du-Bois
- Preigney
- Purgerot
- La Quarte
- La Roche-Morey
- La Rochelle
- Rosières-sur-Mance
- Saint-Marcel
- Selles
- Semmadon
- Vauvillers
- Vernois-sur-Mance
- Vitrey-sur-Mance